# Rue de l'Arrivée
Pour les articles homonymes, voir Premier contact, Arrival et L'Arrivée.
La rue de l'Arrivée est une rue du quartier Necker du 15e arrondissement de Paris.

## Situation et accès
Depuis que la gare de Paris-Montparnasse a été déplacée vers le sud-ouest, la rue de l'Arrivée longe sur leur côté nord-ouest les édifices qui l’ont remplacé sur son ancien site : ceux de l’Ensemble immobilier Tour Maine-Montparnasse, avec le centre commercial Montparnasse Rive Gauche dominé par la tour Montparnasse.
Elle fait pendant à une autre voie qui lui est parallèle, la rue du Départ, qui longe le côté sud-est de l'Ensemble immobilier Tour Maine-Montparnasse. 
Ce site est desservi par la station de métro Montparnasse - Bienvenüe.

## Origine du nom
Elle porte ce nom car elle longeait l'ancienne gare Montparnasse côté de l'arrivée.

## Historique

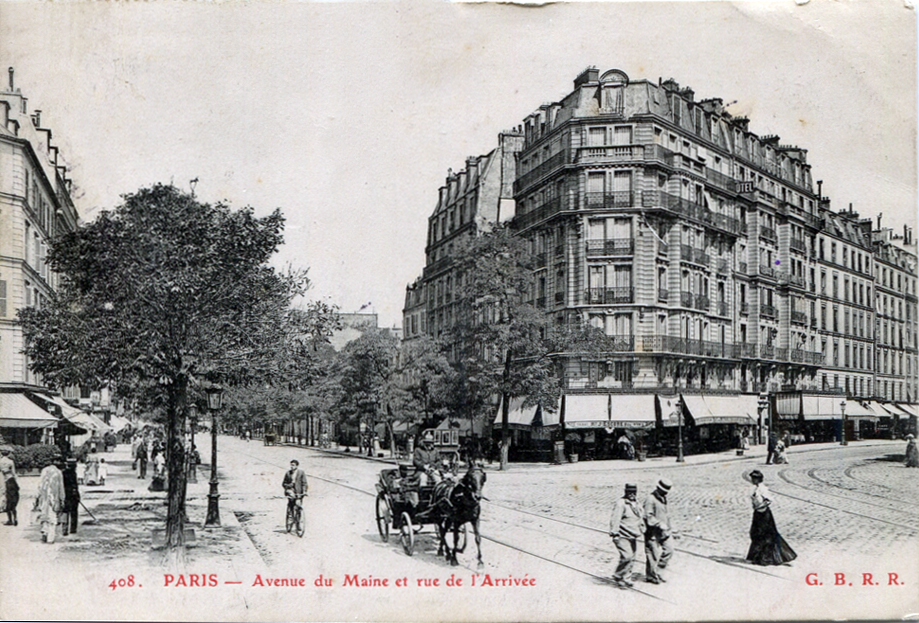
L'angle de la rue de l'Arrivée avec l'avenue du Maine avant l'aménagement de la place Raoul-Dautry.

Elle a été ouverte en 1849, au moment de la construction de la seconde gare de Paris-Montparnasse, par la Compagnie des chemins de fer de l'Ouest. Elle se trouvait alors directement au niveau des quais d'arrivée de la gare. Il faut attendre 1881 pour qu'elle soit classée dans le domaine public.

## Activités
- No 8 : Maison de la Bretagne.
- No 8 bis : anciennement cinéma Gaumont-Bienvenüe Montparnasse, fermé en 2012. Accueille ensuite le théâtre du Grand Point-Virgule[3].

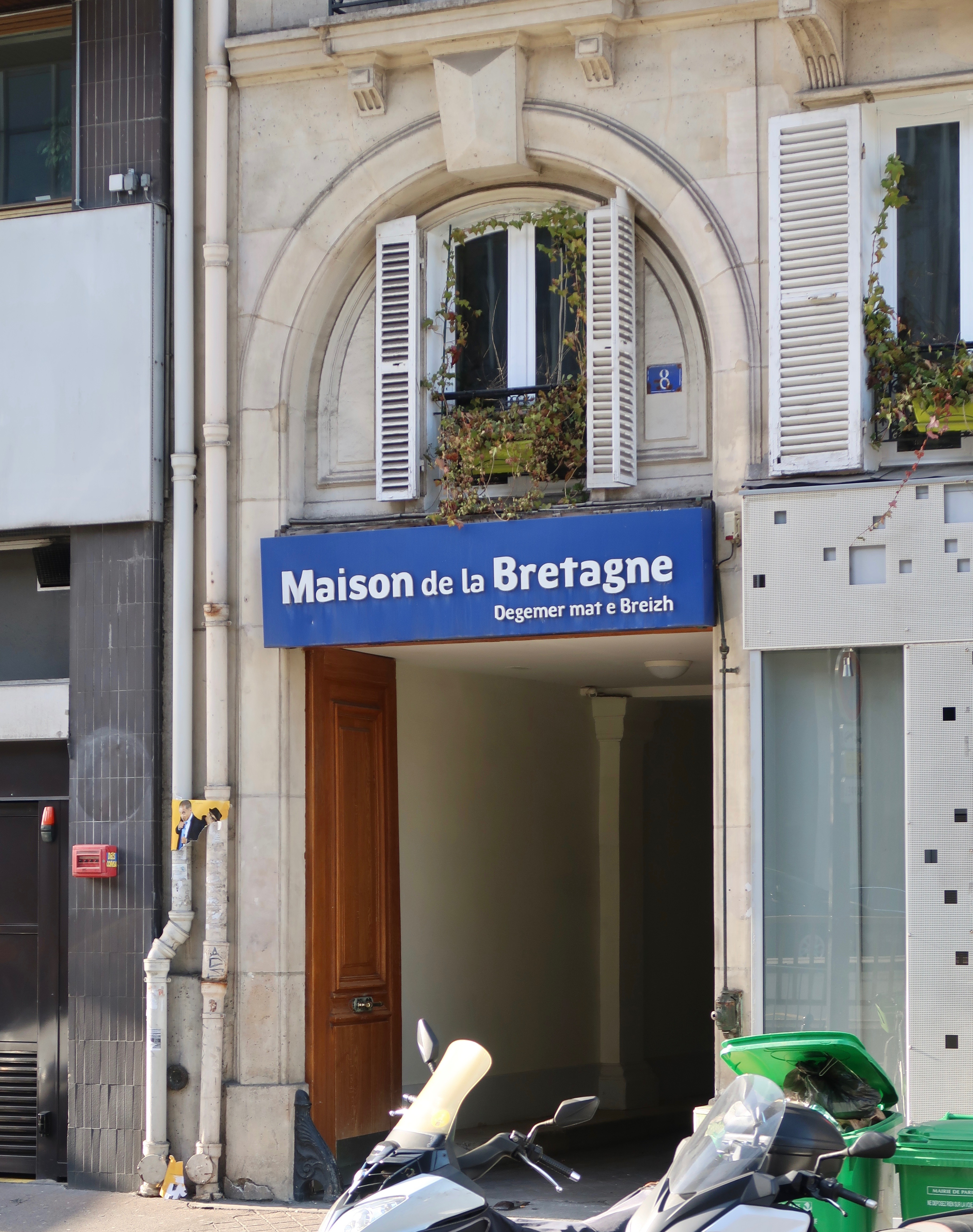
No 8.
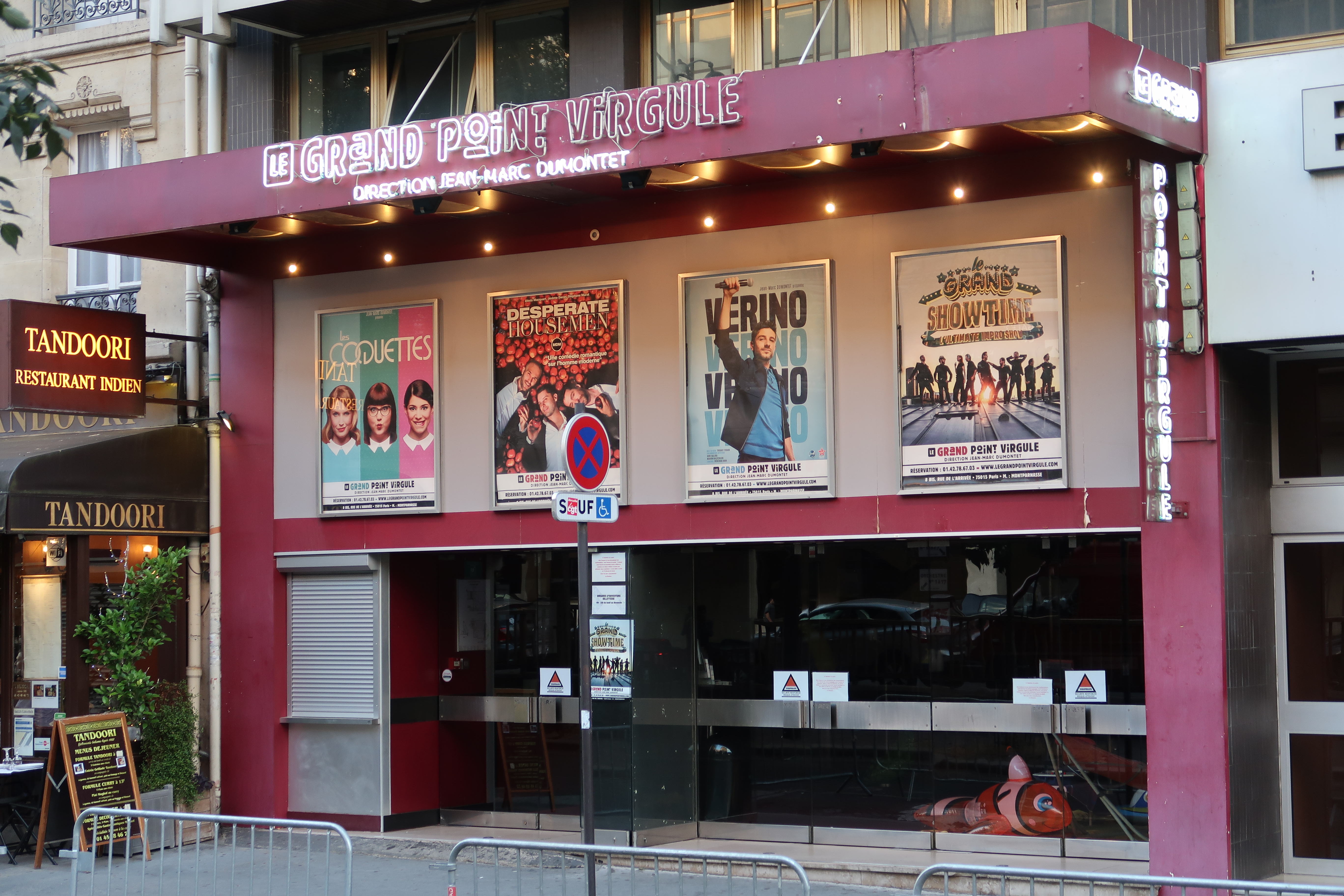
No 8 bis.